# Các vị trí trong bóng đá
Trong môn thể thao bóng đá (11 người), mỗi người trong số 11 cầu thủ trong một đội được chỉ định vào một vị trí cụ thể trên sân chơi. Một đội được tạo thành từ một thủ môn và mười cầu thủ khác, với các vị trí thủ môn, hậu vệ, tiền vệ và tiền đạo khác nhau tùy thuộc vào đội hình được triển khai. Các vị trí này mô tả cả vai trò chính của cầu thủ và khu vực hoạt động của họ trên sân bóng.
Trong giai đoạn đầu phát triển của trò chơi, các đội hình thiên về tấn công mạnh mẽ hơn rất nhiều, với đội hình 1-2-7 nổi bật vào cuối những năm 1800. Trong phần sau của thế kỷ 19, đội hình 2–3–5 đã được sử dụng rộng rãi và các tên vị trí trên sân đã trở nên tinh tế hơn để phản ánh điều này. Trong phòng thủ, có những hậu vệ cánh, được gọi là hậu vệ trái và hậu vệ phải; ở hàng tiền vệ có tiền vệ trái, tiền vệ trung tâm và tiền vệ phải; và đối với tiền đạo có tiền đạo cánh trái, trung phong bên trái, trung phong cắm, trung phong bên phải và tiền đạo cánh phải. Khi bóng đá phát triển, chiến thuật và đội hình đã thay đổi và rất nhiều tên của các vị trí đã thay đổi để phản ánh nhiệm vụ của họ trong bóng đá hiện đại (mặc dù vẫn còn một số tên quen thuộc được giữ lại).
Bản chất mềm dẻo của bóng đá hiện đại có nghĩa là các vị trí trong bóng đá không được định nghĩa cứng nhắc như trong các môn thể thao như bóng bầu dục hay bóng đá Mỹ. Mặc dù vậy, hầu hết các cầu thủ sẽ chơi trong một phạm vi vị trí hạn chế trong suốt sự nghiệp của họ, vì mỗi vị trí yêu cầu một bộ kỹ năng và thuộc tính riêng cụ thể. Các cầu thủ bóng đá có thể chơi thoải mái ở một số vị trí được gọi là "cầu thủ đa năng".
Tuy nhiên, trong chiến thuật bóng đá tổng lực, các cầu thủ chỉ được xác định vào một vị trí một cách lỏng lẻo. Chiến thuật này đòi hỏi những cầu thủ cực kỳ linh hoạt, như Johan Cruyff, người có thể chơi tốt mọi vị trí trên sân trừ thủ môn.

## Thủ môn

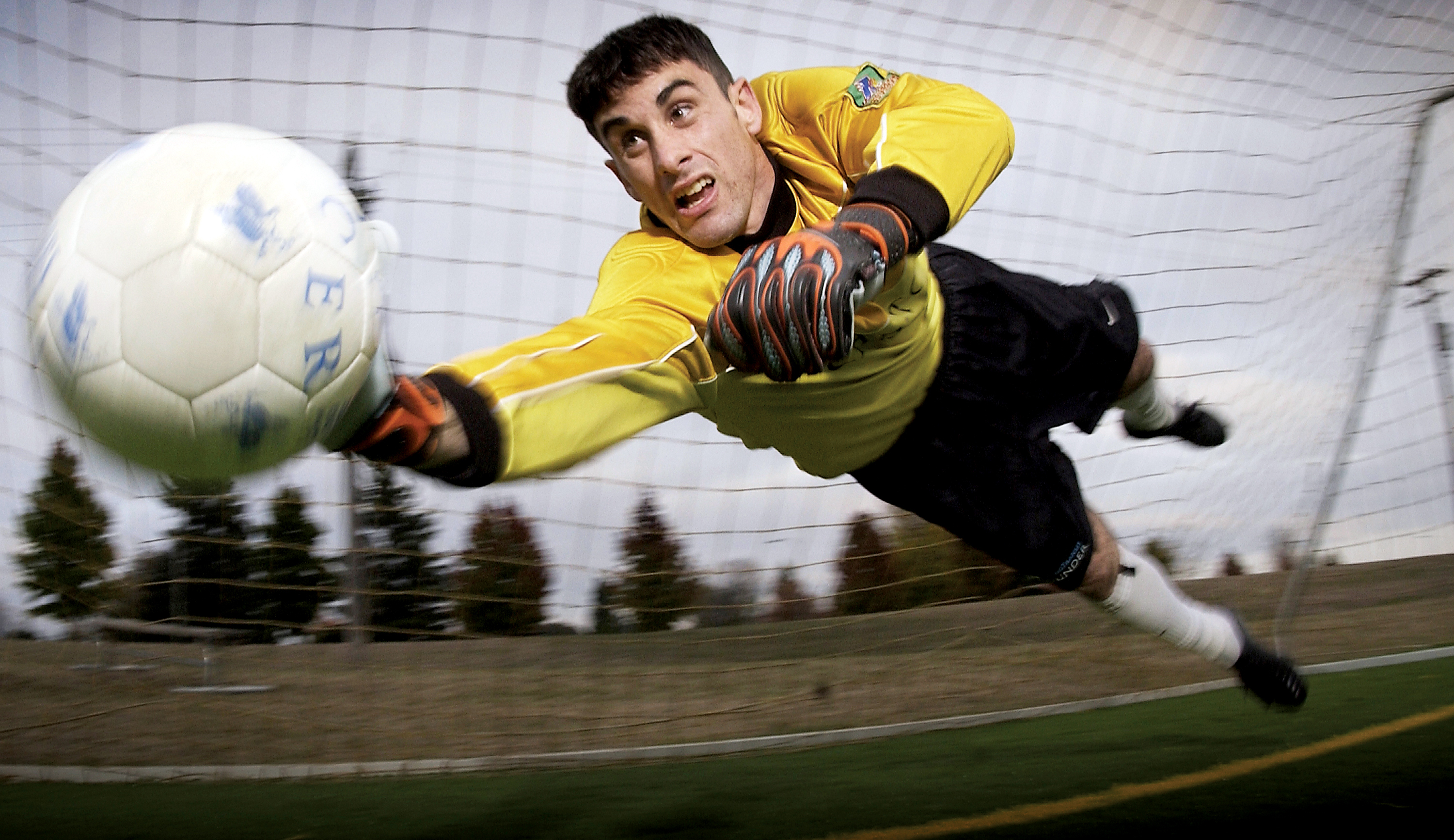
Một thủ môn bay người chặn một cú sút khỏi khung thành

Thủ môn (GK - tiếng Anh: Goalkeeper), còn được gọi là thủ thành hay "người gác đền".
Trong bóng đá, thủ môn là cầu thủ chơi ở vị trí thấp nhất của đội bóng, đứng ngay trước khung thành của đội nhà. Vai trò chính của thủ môn là bảo vệ khung thành đội nhà và ngăn cản đối phương ghi bàn. Thủ môn là vị trí bắt buộc phải có trong bất cứ sơ đồ chiến thuật nào và đội bóng không được phép thi đấu nếu không có thủ môn. Thủ môn cũng là cầu thủ duy nhất trong đội được phép chạm bóng bằng bàn tay và cánh tay trong trận đấu nhưng chỉ được giới hạn trong khu vực cấm địa của đội nhà.
Trong trận đấu, nếu thủ môn bị buộc phải rời sân do chấn thương hoặc bị phạt thẻ đỏ, một trong những cầu thủ trên sân sẽ được thay thế bằng một thủ môn dự bị hoặc một cầu thủ khác phải trấn giữ khung thành khi đội bóng không còn thủ môn nào khác để thay thế hoặc đã sử dụng hết số lần thay người (gọi là "thủ môn bất đắc dĩ").
Thủ môn thường phải mặc màu áo khác với các cầu thủ khác trong đội nhà, đội đối phương, trọng tài và đôi khi là thủ môn của đối phương. Khi cầu thủ trong cùng đội cố tình chuyền bóng về bằng chân thì thủ môn không được bắt bóng bằng tay. Khi thủ môn di chuyển ra khỏi vùng cấm địa của đội nhà thì thủ môn không được dùng tay chơi bóng và chỉ chơi như các vị trí khác trong đội.

## Hậu vệ
Các hậu vệ (DF - tiếng Anh: Defender) chơi phía sau các tiền vệ và trách nhiệm chính của họ là hỗ trợ đồng đội và ngăn cản đối phương ghi bàn. Họ thường ở lại nửa sân có mục tiêu mà họ đang bảo vệ. Các hậu vệ cao hơn sẽ tiến đến vòng cấm của đội đối phương khi đội của họ thực hiện các quả phạt góc hoặc đá phạt, trong đó khả năng ghi bàn bằng đầu là điều có thể xảy ra.

### Trung vệ
Trung vệ hay hậu vệ trung tâm (CB - tiếng Anh: Center Back) là vị trí để ngăn chặn đối phương ghi bàn, đặc biệt là các tiền đạo bên kia, hay cố gắng đưa bóng ra khỏi vòng cấm. Giống như tên gọi, trung vệ chơi ở vị trí trung tâm. Đa số mỗi đội có hai Trung vệ chơi ở vị trí ngay trước thủ môn.
Trung vệ có hai nhiệm vụ chính: một là chơi theo chiến thuật 1 kèm 1 hoặc hai là tất cả tập trung vào một cầu thủ đối phương nhất định, thường là cầu thủ chơi tốt nhất của đội bên kia.
Các trung vệ thường cao, khỏe và có khả năng bật nhảy, đánh đầu và xoạc bóng tốt. Các trung vệ thành công cũng cần có khả năng tập trung, đọc trận đấu tốt, dũng cảm và quyết đoán trong việc thực hiện các pha tắc bóng cuối cùng đối với các cầu thủ tấn công, những người có thể đã ghi bàn.
Đôi khi, đặc biệt là ở các giải đấu thấp hơn, các trung vệ ít tập trung hơn vào việc kiểm soát bóng và chuyền bóng, họ chỉ thích phá bóng theo kiểu "an toàn là trên hết". Tuy nhiên, đã từ lâu trung vệ không chỉ có kỹ năng chơi bóng thô sơ, mà còn có thể sở hữu lối chơi thiên về kiểm soát bóng hơn.
Các trung vệ thường sẽ dâng cao để thực hiện các quả phạt góc và phạt góc, trong đó chiều cao và khả năng bật nhảy của họ mang lại cho họ mối đe dọa khung thành từ trên không, trong khi nhiệm vụ phòng ngự do các hậu vệ cánh đảm nhận. Sau khi pha đá phạt kết thúc, họ sẽ rút về phần sân nhà.
Vị trí này đôi khi được gọi là "centre-half". Điều này bắt nguồn từ cuối thế kỷ 19, khi hầu hết các đội sử dụng đội hình 2–3–5, hàng ba cầu thủ được gọi là "half-backs". Với sự phát triển của sơ đồ đội hình, cầu thủ trung tâm trong bộ ba centre-half, chuyển sang vị trí phòng ngự nhiều hơn trên sân, mang theo tên của cả 2 vị trí đó (ghép giữa centre-half và half-back)

### Hậu vệ quét
Hậu vệ quét (SW - tiếng Anh: sweeper (hoặc libero - trong tiếng Ý nghĩa là "tự do")) là vị trí được xếp phổ biến trong sơ đồ 3 hoặc 5 hậu vệ hậu vệ này được giao nhiệm vụ lùi sâu nhất trong hàng thủ. Đây là chốt chặn cuối cùng và là người bọc lót và sửa lỗi sai cho các hậu vệ đá trên. Vị trí này đã từng được sử dụng khá nhiều vào bóng đá những năm 1960 ở Italia, nhưng ngày nay không còn được phổ biến.
Cựu đội trưởng tuyển Đức, Franz Beckenbauer, thường được coi là người phát minh ra vị trí libero và là cầu thủ xuất sắc nhất trong vai trò này. Tuy nhiên, những cầu thủ như Velibor Vasović và Armando Picchi là những hậu vệ quét nổi bật trước Beckenbauer. Một số hậu vệ quét vĩ đại nhất là Gaetano Scirea, Bobby Moore, Franco Baresi, Daniel Passarella và Lothar Matthäus.

### Hậu vệ cánh
Hậu vệ cánh hay hậu vệ biên (FB/RB/LB - tiếng Anh: Full Back/Right Back/Left Back) là những hậu vệ chơi ở vị trí 2 cánh của hàng thủ. Họ thường được sử dụng để ngăn cản những tiền đạo cánh của đối phương.

### Hậu vệ cánh tấn công
Hậu vệ cánh tấn công (WB/LWB/RWB-  tiếng Anh: Attacking full-back/Wing Back) là những hậu vệ thiên về tấn công. Những hậu vệ cánh có thể chuyển đổi vị trí rất linh động, họ có thể chuyển đội hình từ 5-3-2 lên 3-5-2, tức nghĩa là hai hậu vệ cánh ở hai bên có thể lên làm hai tiền vệ cánh để tấn công hoặc ngược lại.

## Tiền vệ

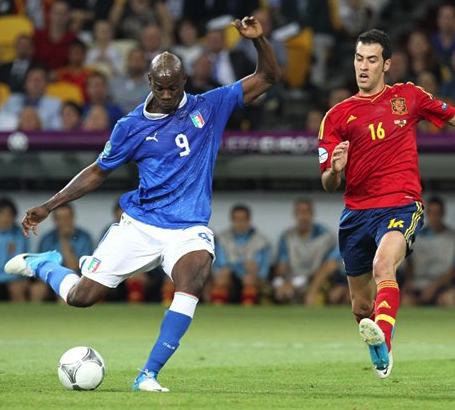
Tiền vệ phòng ngự Sergio Busquets (áo đỏ) lao tới để ngăn chặn cú sút của Mario Balotelli (áo xanh), trong trận đấu giữa Tây Ban Nha và Ý tại chung kết Euro 2012

Tiền vệ (viết tắt trong các trận đấu quốc tế là MF; tiếng Anh: Midfielder) (ban đầu được gọi là hậu vệ cánh) là những cầu thủ có vị trí chơi ở giữa tiền đạo tấn công và hậu vệ. Nhiệm vụ chính của họ là duy trì quyền sở hữu bóng, lấy bóng từ các hậu vệ và đưa nó cho các tiền đạo, cũng như kiểm soát các cầu thủ đối phương. Hầu hết các HLV đều sở hữu ít nhất một tiền vệ trung tâm có nhiệm vụ phá vỡ các đợt tấn công của đối phương trong khi những người còn lại giỏi tạo ra bàn thắng hơn hoặc có trách nhiệm ngang nhau giữa tấn công và phòng ngự. Các tiền vệ có thể được mong đợi sẽ bao phủ nhiều khu vực trên sân, vì đôi khi họ có thể được gọi lùi về phòng ngự hoặc được yêu cầu tấn công với các tiền đạo. Họ thường là những người khởi xướng lối chơi tấn công cho một đội.

### Tiền vệ phòng ngự
Vị trí tiền vệ phòng ngự (CDM - Central Defensive Midfielder) chơi trên hậu vệ và sau tiền vệ trung tâm (CM), có nhiệm vụ thu hồi bóng phòng ngự từ xa phát động tấn công từ xa và tham gia phòng ngự.

### Tiền vệ trung tâm
Vị trí giữa sân (CM - Central Midfielder) có nhiệm vụ tấn công phát động tấn công hoặc lui về phòng ngự.

### Tiền vệ cánh
Là tiền vệ 2 bên cánh trái và phải (tiếng Anh: Left/right midfielder tương ứng LM và RM) có nhiệm vụ tạt bóng hoặc dốc bóng chạy vào dứt điểm cũng như tham gia tranh chấp hai biên.

### Tiền vệ tấn công
Vị trí tiền vệ công (tiếng Anh: Central Attacking midfielder - CAM) chơi trên tiền vệ trung tâm và sau hàng tiền đạo, có nhiệm vụ hỗ trợ tấn công cho các tiền đạo, đồng thời duy trì giữ bóng.

## Tiền đạo
Tiền đạo (FW - Forward) là tên gọi chung cho một vai trò trong bóng đá. Trong tiền đạo có một số vị trí khác nhau. Những người chơi ở các vị trí này thường đứng gần khung thành của đối phương nhất, và do đó chủ yếu chịu trách nhiệm ghi bàn cho đội bóng của mình. Các vị trí này thường dâng cao và sẽ ít việc phòng thủ có nghĩa là các tiền đạo thường ghi nhiều bàn thắng hơn người các vị trí khác. Đây là một trong những vị trí đòi hỏi nhiều khó khăn, và nó thường gắn liền với nhiều chấn thương cho các cầu thủ nhất do hay bị các hậu vệ đội bạn truy cản.

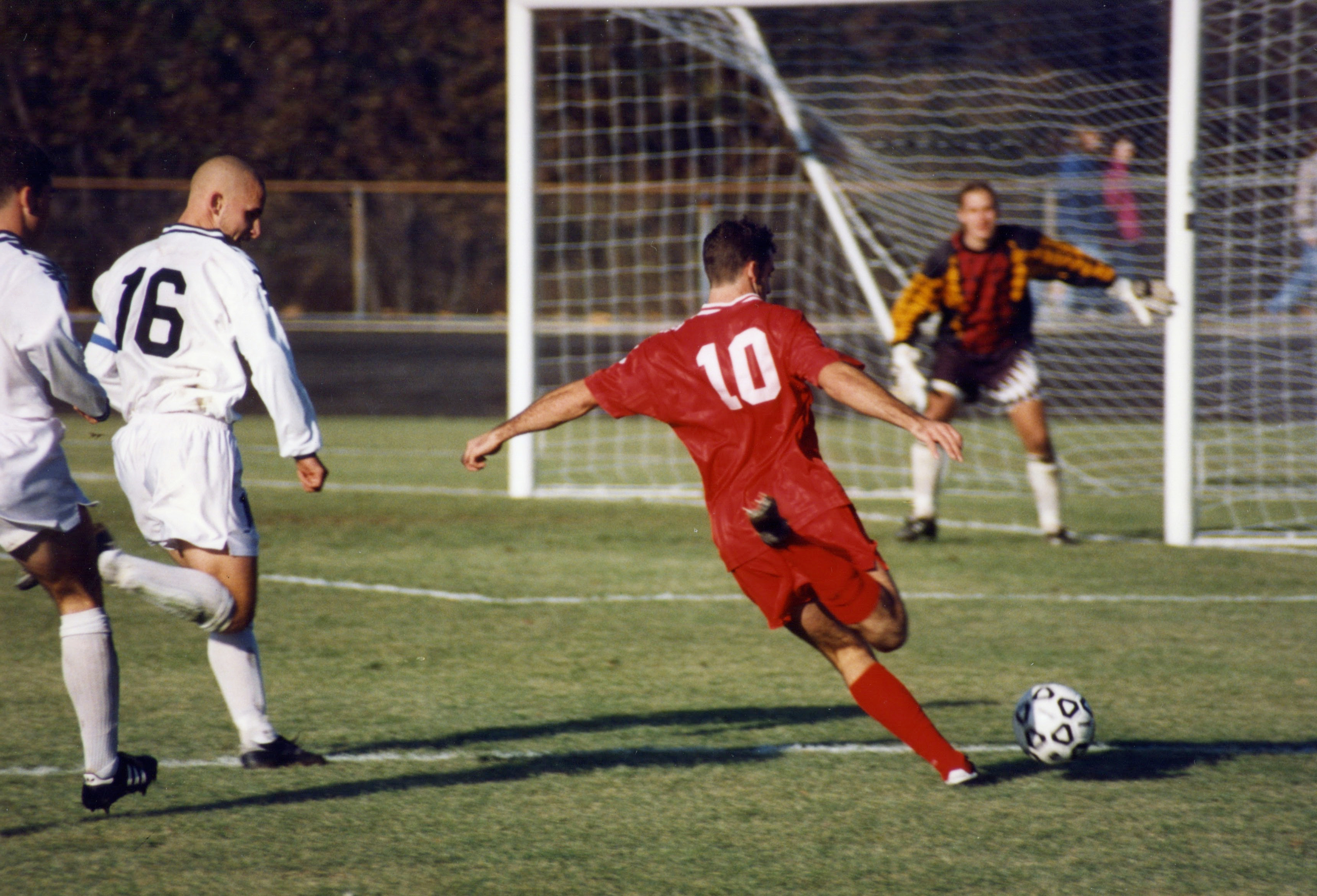
Một tiền đạo mang áo số 10 của đội bóng áo đỏ đang cố gắng sút bóng vào khung thành của đội bóng áo trắng.

Những vị trí tiền đạo có thể bao gồm: Tiền đạo cắm (ST), tiền đạo trung tâm (CF), hộ công (SS), tiền đạo chạy cánh (Winger).

### Tiền đạo cắm
Tiền đạo cắm (ST - striker) là tiền đạo chơi cao nhất trong đội bóng, được giao nhiệm vụ ghi bàn chính cho đội. Tiền đạo cắm cần có khả năng chạy chỗ, tận dụng khoảng trống thông minh cũng như tận dụng lợi thế về tốc độ, thể hình để ghi nhiều bàn thắng nhất có thể. Tiền đạo cắm luôn chơi cao nhất trên hàng công và rất hiếm khi tham gia phòng ngự. Ngoài ra còn có vị trí tiền đạo cắm cánh trái (LS) và cắm cánh phải (RS).

### Tiền đạo trung tâm
Tiền đạo trung tâm hay là hộ công (CF - Central forward) có hai biến thể là RF và LF là tiền đạo chơi ở vị trí trung tâm, thường thấp hơn tiền đạo cắm nhưng cao hơn tiền vệ tấn công. Vị trí này đòi hỏi cầu thủ cần có thể lực, sự nhanh nhạy và kỹ thuật tốt để có thể ghi bàn và tạo đột biến cho đội bóng.

### Hộ công
Hộ công, tiền đạo thứ hai hay tiền đạo lùi (SS - Second Striker ) là tiền đạo chơi thấp hơn trung phong nhưng cao hơn tiền vệ trung tâm, có nhiệm vụ thu hồi bóng và phát động tấn công, hỗ trợ tiền đạo trung tâm. Không nên nhầm lẫn vị trí này với vị trí tiền vệ tấn công.

### Tiền đạo cánh
Tiền đạo chạy cánh (Winger, phân biệt cánh trái Left/right winger - LW và RW) là tiền đạo chơi 2 bên cánh ngang với tiền đạo trung tâm (CF), có nhiệm vụ tạt bóng hay di chuyển bó vào trung lộ khi tham gia tấn công, tương tự tiền vệ cánh nhưng ít tham gia phòng ngự hơn và tấn công nhiều hơn.

## Phong cách chơi của các vị trí

### Thủ môn
Thủ môn cản phá
Một thủ môn được biết đến là người rất giỏi trong việc cản phá các cú sút trúng khung thành, phần nhiều là những cú sút ở xa khung thành. Họ được biết đến là những người có phản xạ tuyệt vời, có khả năng để dự đoán vị trí đứng của mình như một bản năng, có thể đổ người hoặc dang rộng cơ thể để thực hiện một pha cứu thua, thường là từ một cú sút có vẻ như không thể ngăn cản đi vào lưới. Họ thường được đánh giá dựa trên tỷ lệ cứu thua trên số cú sút phải nhận.
Thủ môn quét
Với sự ra đời của luật việt vị, vai trò của một hậu vệ quét hay libero đã trở nên lỗi thời khá nhiều. Tuy nhiên, trong những thập kỷ qua, việc các thủ môn đảm nhận vai trò đó đã trở nên phổ biến.
Một thủ môn quét rất giỏi trong việc đọc trận đấu và ngăn chặn các cơ hội ghi bàn bằng cách lao ra khỏi vòng cấm của mình để truy cản và/hoặc đánh lạc hướng, gây áp lực lên các tiền đạo đối phương đã phá bẫy việt vị. Manuel Neuer thường được biết đến là một thủ môn quét.

### Phòng ngự
Hậu vệ cánh tấn công
Hậu vệ cánh tấn công (hoặc hậu vệ cánh – wing-back) là một hậu vệ án ngữ ở một bên cánh, với vai trò cả tấn công cũng như phòng ngự. Cái tên hậu vệ cánh là từ ghép của "hậu vệ"và "tiền vệ cánh".
Vì vai trò kết hợp giữa tiền vệ cánh và hậu vệ cánh nên các hậu vệ cánh tấn công cần phải có thể lực tốt. Khi một đội có ba trung vệ, thì hậu vệ cánh tấn công phải tập trung nhiều hơn vào việc hỗ trợ các tiền đạo thay vì nhiệm vụ phòng thủ.
Libero
Libero (tiếng Ý nghĩa của từ "tự do") hoặc hậu vệ quét là một dạng hậu vệ linh hoạt hơn, sẽ làm nhiệm vụ càn quét nếu đối phương phá được hàng phòng ngự. Vị trí của họ linh hoạt hơn các hậu vệ khác, những người theo kèm sát đối thủ được chỉ định của họ.
Hậu vệ quét thường nhanh hơn những người chơi khác trong đội và có thể hình nhỏ hơn một chút so với những cầu thủ khác. Hậu vệ quét cần có khả năng đọc trận đấu thậm chí còn hơn trung vệ; họ cũng thường tự tin cầm bóng, sở hữu khả năng chuyền bóng và tầm nhìn tốt, vì họ thường chịu trách nhiệm phát triển các pha bóng từ tuyến dưới. Hệ thống chơi catenaccio, được sử dụng trong bóng đá Ý vào những năm 1960, là một ví dụ nổi bật của việc sử dụng một libero phòng ngự.
Franz Beckenbauer thường được ghi nhận là người đã phát minh ra vai trò của hậu vệ quét hiện đại.
Hậu vệ đánh chặn
Hậu vệ đánh chặn là những hậu vệ có kỹ năng dựa vào sức mạnh, thể lực và khả năng kèm người của họ để ngăn chặn những pha tấn công của đối phương bằng cách thực hiện những pha tắc bóng mạnh mẽ. Họ thường không khoan nhượng trong các pha tắc bóng và thà phạm lỗi còn hơn để cầu thủ đối phương vượt qua. Hậu vệ đánh chặn thường chơi ở vị trí trung vệ.

### Tuyến giữa
Tiền vệ thu hồi bóng
Thu hồi bóng là một loại tiền vệ giỏi trong việc giành lại bóng từ đối phương thông qua các pha tắc bóng và đánh chặn ở khu vực giữa sân. Họ cố gắng phá vỡ lối chơi tấn công của đối phương bằng cách giành lại quyền kiểm soát bóng. Người đoạt bóng thường là tiền vệ phòng ngự hoặc tiền vệ trung tâm nhưng đây cũng có thể là thuộc tính của một hậu vệ.
Tiền vệ phòng ngự
Tiền vệ phòng ngự là những tiền vệ trung tâm tập trung nhiều vào phòng thủ hơn là tấn công. Họ cần sức mạnh để thực hiện những pha tắc bóng mạnh mẽ và họ cũng cần thể lực và kỹ năng chuyền bóng ở một mức độ nào đó khi họ cần hỗ trợ các tiền vệ khác.
Tiền vệ sáng tạo
Tiền vệ sáng tạo là những cầu thủ thường tạo ra cơ hội ghi bàn cho đội trong những tình huống dường như không có khả năng xảy ra. Họ thường có khả năng kiểm soát bóng tốt, rê bóng và chuyền bóng cũng như khả năng di chuyển, đồng thời cũng sở hữu tầm nhìn tốt và khả năng cầm bóng khôn khéo. Họ thường là những tiền vệ tấn công, mặc dù hộ công, tiền vệ cánh và tiền vệ trung tâm cũng có thể được gọi là những cầu thủ sáng tạo.
Tiền vệ con thoi (Box-to-box)
Các tiền vệ con thoi thường tham gia vào hầu hết các khía cạnh của trận đấu. Họ cần thể lực dồi dào vì cần phải bao quát hầu hết các khu vực trên sân, cũng như một số kỹ năng chuyền bóng ở một mức độ nào đó. Họ sẽ có mặt ở một đầu sân để hỗ trợ khi đội tấn công và rồi sau đó lui về giúp phòng ngự xung quanh vòng cấm đội. Họ thường chơi ở vị trí tiền vệ trung tâm nhưng bất kỳ cầu thủ tiền vệ nào cũng có thể có thuộc tính này.
Tiền vệ cánh chơi rộng
Đây là những tiền vệ có tốc độ và/hoặc kỹ năng để có thể đánh bại các hậu vệ dọc cánh. Họ sẽ có thói quen chạy rộng bất cứ khi nào họ có bóng hoặc khi đội của họ đang tấn công, để nhận bóng. Kỹ năng quan trọng nhất của họ là có thể tạt bóng vào vòng cấm để tạo cơ hội cho các tiền đạo. Đôi khi các tiền đạo sẽ kéo sang phải hoặc trái như một chiến thuật để kéo hậu vệ ra khỏi vị trí hoặc di chuyển vào khoảng trống không bị theo kèm.
Tiền vệ kiến thiết (Playmaking)
Tiền vệ kiến thiết là những tiền vệ kiểm soát dòng tấn công, bắt đầu các pha tấn công. Họ có khả năng chuyền bóng tốt, khả năng không bóng tốt và tầm nhìn để có thể đọc trận đấu và xem các cơ hội ghi bàn có thể đến từ đâu. Cầu thủ này thường là tiền vệ trung tâm hoặc tiền vệ tấn công.
Tiền vệ phòng ngự cũng được sử dụng như những tiền vệ kiến thiết, họ thường được gọi là tiền vệ kiến thiết lùi sâu, điều này có nghĩa là kỹ năng chơi bóng của họ chủ yếu phù hợp với vai trò quản lý lối chơi từ phần sân nhà.

### Hàng công
Chuyên gia rê bóng
Chuyên gia rê bóng (Dribblers) là những cầu thủ tấn công được biết đến với khả năng kiểm soát bóng gần, được sử dụng để vượt qua các hậu vệ bằng cách thay đổi hướng đột ngột và tăng tốc đôi khi kết hợp với tốc độ cao. Kỹ năng này được sử dụng để tạo cơ hội cho những kẻ tấn công khác hoặc ghi điểm cho bản thân sau khi xuyên thủng hàng phòng ngự của đối phương bằng cách sử dụng cái mà đôi khi được gọi là "mánh khóe". Một trong những điểm thu hút khán giả tuyệt vời trong bóng đá là một cầu thủ thực hiện một pha "chạy như điên" với quả bóng, xoay người và xoay người để tránh các pha tắc bóng của đối phương, đánh bại một số cầu thủ.
Tiền đạo phản công
Cầu thủ phản công là bất kỳ cầu thủ tấn công nào sử dụng tốc độ của mình để đánh bại các hậu vệ và tạo ra những cơ hội ghi bàn bất ngờ bất cứ lúc nào. Họ cũng cần một số kỹ năng bắn súng ở một mức độ nào đó. Các cơ hội phản công xảy ra khi phe đối lập đang tấn công một đội có hầu hết các cầu thủ của họ ở phía trước. Một pha phản công xảy ra khi giành lại bóng và nhanh chóng được đưa vào khoảng trống để cầu thủ phản công chạy lên hoặc khi một cầu thủ tự lấy bóng và chạy với tốc độ vào phần sân đối phương được phòng ngự thưa thớt.
Chuyên gia dứt điểm
Chuyên gia dứt điểm là những tiền đạo chuyên về khả năng sút chính xác của họ. Họ "chuyên gia" ở chỗ họ cần ít cơ hội để ghi bàn để có thể tấn công và đặt bóng chính xác vào vị trí sẽ đánh bại thủ môn. Chúng có thể được xác định bởi tỷ lệ bàn thắng trên các cú sút cao. Các Chuyên gia dứt điểm thường chơi ở vị trí tiền đạo trung tâm mặc dù các cầu thủ tấn công khác thường có thể được coi là những cầu thủ Chuyên gia dứt điểm.
Tiền đạo mục tiêu
Những người đàn ông mục tiêu là tiền đạo hoặc tiền đạo trung tâm thường có thể lực cao và chiều cao thường cao. Họ có thể tạo khoảng trống, ghi bàn hoặc cầm bóng chờ hỗ trợ cho dù hậu vệ có gây áp lực lên họ như thế nào. Họ chuyên nhận và kiểm soát bóng trên không hoặc dọc thường từ những đường chuyền dài, sức mạnh để cầm chân hậu vệ khi nhận những đường chuyền dài và đôi khi là bắt vô lê.
Tay săn bàn
Tay săn bàn là những tiền đạo đợi trong vòng 5m50 hoặc vòng cấm để chờ một quả tạt, đường chuyền hoặc chọc khe hoặc chuyền bóng và băng vào cố gắng ghi bàn. Từ "săn" của họ đề cập đến việc họ thường ghi bàn từ những cơ hội nhỏ nhất, tức là săn trộm bàn thắng. Những tay săn bàn thường chơi ở vị trí tiền đạo trung tâm hoặc tiền đạo thứ hai.
Số 9 ảo
Số 9 ảo là một cầu thủ có vẻ như đang chơi ở vị trí tiền đạo trung tâm (theo truyền thống là mặc áo số 9), nhưng lại lùi sâu hoặc dạt ra biên làm rối loạn việc kèm người của đội đối phương. Thông thường, tiền đạo sẽ bị kèm cặp bởi một trong các trung vệ, nhưng số 9 ảo thường di chuyển ra khu vực trung lập, gây ra tình huống khó xử là liệu trung vệ này có nên theo kèm (tự tách mình khỏi khối phòng ngự) hay giữ nguyên vị trí và khiến mình trở nên dư thừa.